# Certers
Certers (também escrito Serters ou Certés) é uma localidade de Andorra, situada na paróquia de Sant Julià de Lòria. Localizada a 1.315 metros de altitude, sua população em 2015 foi estimada em 74 habitantes.